# Spudaeus
Spudaeus is een geslacht van insecten uit de orde vliesvleugeligen (Hymenoptera) en de familie Ichneumonidae.

## Soorten
- S. brevis (Ruthe, 1855)
- S. creedensis (Cockerell, 1941)
- S. davisii (Brues, 1910)
- S. indigus (Davis, 1897)
- S. orientalis (Meyer, 1930)
- S. pimploides (Brues, 1910)
- S. rossicus (Kuzin, 1950)
- S. scaber (Gravenhorst, 1829)